# Киаравале Чентрале
Киарава̀ле Чентра̀ле (на италиански: Chiaravalle Centrale) е градче и община в Южна Италия, провинция Катандзаро, регион Калабрия. Разположено е на 545 m надморска височина. Населението на общината е 5824 души (към 2012 г.).